# Fran Pilepić
Fran Pilepić (nacido el 5 de mayo de 1989 en Rijeka, Croacia) es un jugador de baloncesto croata que juega de escolta en el Club Ourense Baloncesto de la Liga LEB Oro.

## Carrera
Formado en el KK Rijeka y tras pasar por las categorías inferiores de Croacia, llegó a la Liga Adriática.
Este anotador defendió durante dos campañas la camiseta del HKK Široki bosnio, equipo con el que promedió en 2012 con 14.8 puntos, 2.2 rebotes y 2.3 asistencias, con un 42% en triples tras lanzar nada menos que 138 tiros en 25 encuentros, anotando 58 de esos intentos. Es internacional con Croacia.
En la temporada 2012-13 firmó por el Club Basket Bilbao Berri, en el que jugó dos campañas en Liga Endesa y Eurocup.
Tras su paso por Bilbao, Pilepic se enroló en las filas del Cedevita Zagreb para jugar en Euroliga. En las filas del conjunto croata lo ganó todo a nivel doméstico. La segunda temporada aportó 6.6 puntos y 1.0 rebote en la liga Adriática, 6.4 puntos y 1.3 rebotes en la Euroliga, y 9.1 puntos y 1.7 rebotes en la liga croata.
En agosto de 2016, firma con el Pallacanestro Cantù.
En 2018, disputó la Champions League FIBA con el equipo lituano del BC Lietkabelis.
En 2019, regresa a Croacia para jugar en la Cibona Zagreb durante dos temporadas. 
En la temporada 2020-21, firma por el KK Škrljevo de la A1 Liga.
El 26 de julio de 2021, firma por el HLA Alicante de la Liga LEB Oro.
El 1 de agosto de 2022, firma por el Club Ourense Baloncesto de la Liga LEB Oro.

## Clubs
- KK Crikvenica (2007–2008)
- KK Kvarner (2008–2009)
- Svjetlost Brod (2009–2010)
- HKK Široki (2010–2012)
- Club Basket Bilbao Berri (2012–2014)
- KK Cedevita (2014-2016)
- Pallacanestro Cantù (2016-2017)
- Selçuklu Belediyesi (2017-2018)
- BC Lietkabelis (2018)
- KK Cibona (2018-2020)
- KK Škrljevo (2020-2021)
- HLA Alicante (2021–2022)
- Club Ourense Baloncesto (2022–Act.)